# 国内交通料金収受システム (オランダ)
国内交通料金収受システム（オランダ語：nationaal tariefsysteemまたはnationale vervoerbewijzen/NVB）とは、オランダの地域交通のための料金収受システムである。
2018年現在、非接触ICカードを用いた OVチップカールト (OV-Chipkaart) が全国的に広く用いられている。この「OV」は交通機関を意味する openbaar vervoer の省略である。
2011年までは紙の回数券であるストリッペンカールト (strippenkaart) も存在していた。

## 導入済路線
このシステムは、ほとんど全てのトラム及びバス路線に導入されている。（一部の観光路線、シャトルバス、夜間バスやコミュニティバスを除く）
オランダ鉄道（NS）では、OV-Chipkaartのみが一部の路線（主に大都市近郊区間）で限定的に導入されている。また、私鉄線の一部でもこのシステムが導入されている。（路線詳細はw:en:National Tariff System#Validityを参照）

## チケットの種類

### OV-Chipkaart

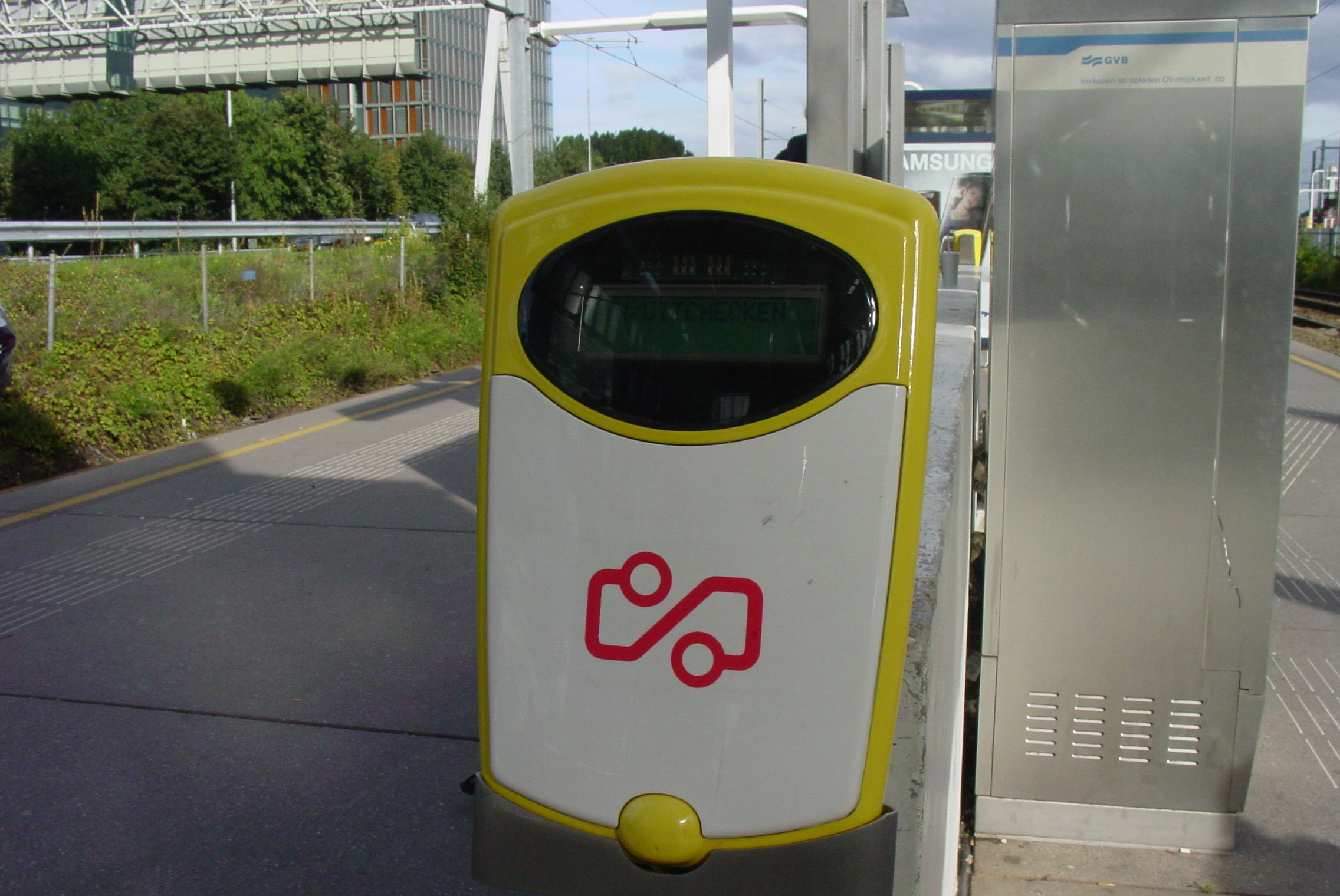
カード読み取り機

2009年に既存の紙チケットに替わるべく導入され始めた非接触ICカードである。
このICカードは2005年にロッテルダムから導入が開始され、その後徐々に導入範囲を広げ、2006年には全てのメトロに導入された。当初の予定では2008年には国内全てのトラムやバスにも導入され、2009年にはカードも全国で購入できるようになるはずであった。
OV-Chipkaartには3種類の形式がある。
- 使い切りカード（wegwerp OV-chipkaart, Disposable OV-chipkaart）
- 無記名式カード（anonieme OV-chipkaart, Anonymous OV-chipkaart）
- 記名式カード（persoonlijke OV-chipkaart,  Personal OV-chipkaart）

使い切りカードは電子マネー機能を持たず、普通運賃支払いのためのチャージしか出来ない。無記名式カードは電子マネー機能を持ち、各種割引チケットサービスを格納することが出来るが、オートチャージは利用できない。記名式カードは、カード表面に顔写真が印刷され、データとしてユーザの生年月日を格納している。また一定金額以下になれば利用者の銀行口座からの引き落としでオートチャージを行うことが出来たり、インターネットで利用実績を確認出来るサービスも利用できる。なお、老人・小児割引は記名式カードでしか利用できない。
OV-Chipkaartの利用は、（日本でのSuicaなどの利用と同じく）乗車時と降車時にカードを読み取り機にかざす必要がある。さらに、メトロ駅には改札機が設置されており、ストリッペンカールトなどの紙チケットが完全に廃止された段階で、改札口を通らないと駅構内に入れない仕組みになる予定である。
記名式と無記名式の料金システムは、ストリッペンカールトで採用されているゾーン制ではなく、基本料金と距離加算料金の合計金額を支払うシステムである。例えば、2008年の基本料金は0.70EUR（全国統一）で、距離加算料金はアムステルダム市営交通会社（GVB）では0.10EUR/km、ロッテルダム電鉄（RET）では0.11EUR/kmである。記名式・無記名式OV-Chipkaart本体価格はアムステルダム市営交通会社（GVB）では7.50EURであり、有効期限は5年である。
このカードはフィリップスのMIFARE方式のICカードをベースとしており、日本で広く普及しているソニーのFelica方式のICカードとは互換性がない。

### ストリッペンカールト

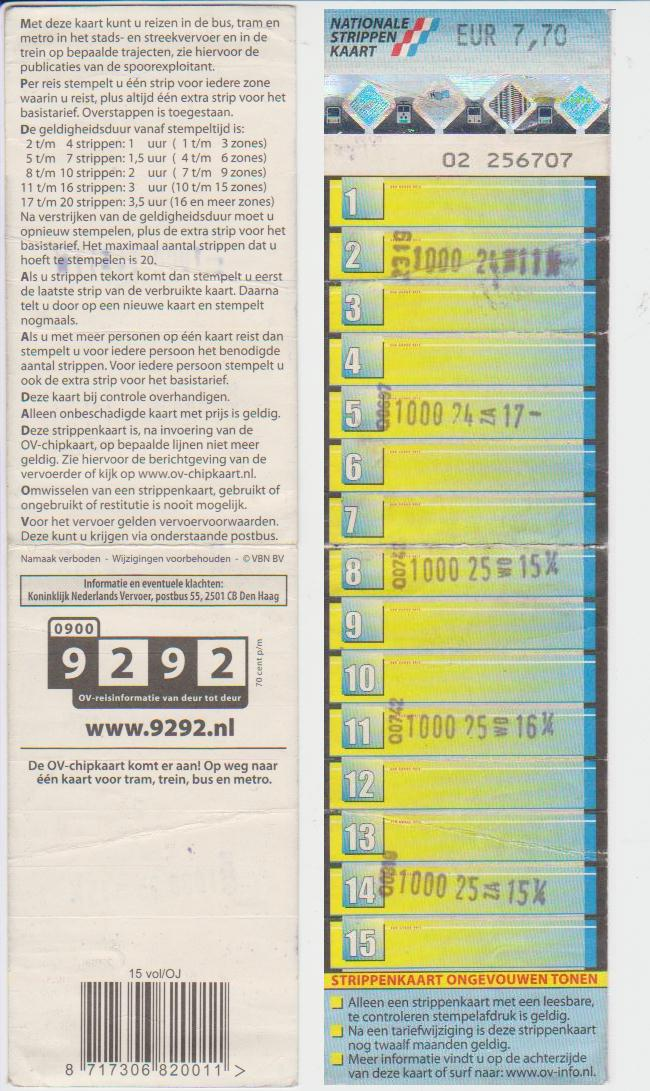
ストリッペンカールト

ストリッペンカールト（Strippenkaart）とは、いわゆる回数券の事である。乗車時に、運転手又は車掌からスタンプを押してもらうか、駅もしくは車内に設置されているチケットキャンセラーで乗客自らがスタンプを押してチケットを有効化する。何区画（Strips）の回数券を使用するか（有効化するか）は、乗客が利用する予定のゾーン数に1を足したものになる（最大20ゾーンまで）。具体的な例として、右側に示したストリッペンカールトを見て欲しい。この乗客は5回交通機関を利用している。1回目は1ゾーン（同一ゾーン内）の乗車、2〜5回目は2ゾーンの乗車である。1回の乗車の最大有効時間は、何区画の回数券を使用したかによって決まる。たとえば、2〜4区画を使用した場合、有効時間は1時間である。
ストリッペンカールトは、2,3,8,15,45区画（Strips）の物が販売されていた。高齢者・小児割引用は15区画（Strips）のものしか発売されていなかった。8区画のストリッペンカールトは、デン・ハーグ、ユトレヒト、ロッテルダムにて1日乗車券として利用できる。一日乗車券として利用する場合は、縦向きにスタンプを押さなければならない。なお、アムステルダム市営交通会社（GVB）では独自の1日乗車券を発行しているため、この方法は用いられていない。
ストリッペンカールトの購入は、駅構内やバス停付近の売店をはじめ、観光案内所や市営交通会社のサービス窓口などで購入可能であった。トラムやバスの車内では、2,3,8区画のものしか販売されていなかった。
なお、2011年11月3日にストリッペンカールトは廃止され、OV-Chipkaart（ICカード）に一本化された。